# James Semple

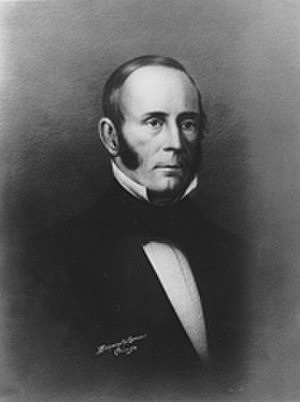
James Semple

James Semple (* 5. Januar 1798 im Green County, Kentucky; † 20. Dezember 1866 in Elsah, Illinois) war ein US-amerikanischer Jurist und Politiker (Demokratische Partei), der den Bundesstaat Illinois im US-Senat vertrat.

## Leben
Semples Familie zog innerhalb von Kentucky ins Clinton County, als er noch ein Junge war. Dort erhielt er Privatunterricht, besuchte aber auch die öffentlichen Schulen. 1814 trat er der US Army bei, zwei Jahre später wurde er Ensign in der Miliz von Kentucky. 1818 zog er nach Edwardsville in Illinois, im folgenden Jahr dann nach Chariton (Missouri). Später kehrte er nach Kentucky zurück, studierte in Louisville die Rechtswissenschaften, wurde in die Anwaltskammer aufgenommen und begann im Clinton County als Jurist zu praktizieren.
1827 ließ Semple sich dann erneut in Edwardsville nieder und arbeitete dort weiterhin als Anwalt. Von 1828 bis 1833 gehörte er dem Repräsentantenhaus von Illinois an, dessen Speaker er auch zeitweise war. 1832 nahm er am Black-Hawk-Krieg teil, wobei er sowohl als Private an Kampfhandlungen teilnahm als auch dem Militärgericht angehörte. Nach seiner Zeit im Parlament von Illinois wurde er 1833 Attorney General des Staates.
Erfolglos verlief 1836 Semples erste Kandidatur für den US-Senat. Wenig später zog er nach Alton, ehe er von Oktober 1837 bis März 1842 als Nachfolger von Robert B. McAfee das Amt des amerikanischen Chargé d’affaires in der Republik Neugranada bekleidete. Nach seiner Rückkehr war er zwischen 1842 und 1843 Richter am Supreme Court of Illinois.
Nach dem Tod von US-Senator Samuel McRoberts wurde James Semple zu dessen Nachfolger im Kongress ernannt. Er gewann auch die Nachwahl und gehörte dem Senat damit vom 4. Dezember 1843 bis zum 3. März 1847 an; zur Wiederwahl trat er nicht an. Während dieser Zeit war er Vorsitzender des Committee on Revolutionary Claims. In der Folge lebte Semple zunächst wieder als Geschäftsmann in Alton, ehe er 1853 ins Jersey County zog, wo er den Ort Elsah gründete. Dort starb er dann auch im Dezember 1866.